# Lepidiota squalida
Lepidiota squalida är en skalbaggsart som beskrevs av Macleay 1886. Lepidiota squalida ingår i släktet Lepidiota och familjen Melolonthidae. Inga underarter finns listade i Catalogue of Life.